# カスタムメイトシリーズ
『カスタムメイト』シリーズは、1993年（平成5年）から1996年（平成8年）に掛けて、カクテル・ソフトから発売された18禁「キャラクターメイキングゲーム」、またはアドベンチャーゲームのシリーズである。

## 概要
作品によってシチュエーションは違うが、恋人、または妻となる女性をカスタマイズして、会話やセックス、新婚生活を楽しむのが特徴である。
女性をカスタマイズするアダルトゲームとしては、先駆的存在に当たる。

## シリーズ作品

### カスタムメイト
- PC9801 - 1993年9月17日、FM TOWNS（『電話のベルが…』とのセット） - 1994年12月16日

主人公はプレイヤー自身。大魔法使いのキュアに、好みの女の子をカスタムメイドしてもらう。タイプ（年上か同い年か年下か）、性格、おしり、バスト、髪型を選ぶと、キュアがそれに見合った女性を創造してくれる。
そこから女性との会話（コマンド選択式アドベンチャー）になるが、自力で口説き落とす必要がある。あまり選択を誤ると魔力が切れ、ゲームオーバーになってしまう。
ゲームの最初にプレイヤーに対して、「部屋に誰もこない事を確かめましたか？」と確認する特徴がある。

### カスタムメイト2
- PC9801 - 1994年10月21日、FM TOWNS（『いつかどこかで。』とのセット） - 1995年8月25日

近未来。設定が「バーチャルSEXマシン」に変わり、ネット回線を通してオーダーした女性を転送して貰う、という形になった。キュアはオペレーター「綺由亜」として登場。
カスタマイズできる項目が増え、C・M・S（キャラクターメイキングシステム）と名乗るようになった。女性の名前、年齢、性格、血液型、髪型、バスト、体型の7つを設定できる。また、女性の外見は「女子校制服」「看護婦」「バニーガール」から選ぶことになる。

### カスタムメイト3

#### ゲーム概要
プレイヤーは主人公となって、新婚生活を1年間送るのが目的。主人公は会社勤めのサラリーマン、妻は専業主婦で固定されている。主人公は仕事や上司・同僚などとの付き合い、浮気の誘惑、小遣いのやりくりなどを乗り越えつつ、新妻との夫婦生活に励むことになる。最初は経験が浅く恥じらう妻が、次第に大胆なセックスに馴染んでいく変化がある。
C・M・Sを進化させ、さらに細かな設定ができるようになった。反面、妻となる女性の顔は1種類のみ（目だけは性格により、普通、釣り目、垂れ目の3種類に変化）となるなど、自由度の下がった部分もある。
ゲーム期間が長いため、予定を立てることで自動進行させたり、完全にコンピュータに委任して日付を飛ばすことも可能になっている。

#### ストーリー
クリスマスイブ。恋人のいない主人公は、仕事帰りに華やいだ街の雰囲気を見て暗い気分になっていた。そこで渡されたチラシは、恋人斡旋所「カスタムメイト」のものだった。突き返そうとした主人公だったが、既にチラシ配りの人はいなかった。「理想のパートナーが欲しくありませんか？」という口上に惹かれて、迷った末に主人公はカスタムメイトを訪ねた。
久和（キュア）と名乗る女性オペレーターに用件を伝えると、備え付けのコンピュータに自分と、好みの女性のデータを入力するよう促された。そして、紹介された女性と意気投合し、とんとん拍子に結婚まで話が進んだのだが…。
マルチエンディングとなっており、3分岐する。また、これ以外にも途中でゲームオーバー（バッドエンド）になることがある。
- 離婚となる。
- 幸せにクリスマスイブ（結婚記念日）を迎える。
- 結婚記念日に帰宅すると妻から意味深なセリフを聞かされ、気が付くと主人公は恋人斡旋所「カスタムメイト」にいる。新婚生活は仮想現実でのできごとだった。帰り道、主人公はティッシュ配りをしている仮想現実の妻そっくりな女性を見かけ、声をかけてしまう。

#### パラメータ
名前
プレイヤーは姓名、妻は名前を決める。妻の旧姓は、いくつかある候補からランダムで決まる。デフォルトネームは夫は「はやし　りゅうすけ」、妻は「ももこ」。
年齢
プレイヤーは18～35歳、妻は16～18歳から選ぶ。
血液型
性格
「雰囲気」（明るい／キツい／おとなしい）、「堅実性」（ヌけてる／普通／しっかり者）、「几帳面さ」（おおざっぱ／普通／几帳面）、「執着心」（嫉妬深い／普通／おおらか）の4つを設定する。性格によって口調が変わり、妻の行動も変化する。
経験
セックスの経験。「未経験」「少しだけ」「そこそこ」「いっぱい」から選ぶ。新婚初夜があるので、ゲーム中に必ず1度は経験する。経験回数そのものなので、減ることはない。ゲーム中は、妻のみ回数が表示される。
淫乱度
「淡泊」「普通」「スケベ（夫）／エッチ（妻）」から選ぶ。ゲーム中影響があるのは妻のみ。高いほどセックスに積極的になり、様々なプレイができるようになる。反面、欲求不満が溜まりやすくなり、愛情度が下がりやすくなる。夫婦生活や、妻が浮気への憧れを持つことによって上がる。このパラメータを下げることはできない。最大値は100。ゲーム中は、妻のみ数値が表示される。
貞操観／貞淑度
「堅い」「普通」「軽い」から選ぶ。ゲーム中影響があるのは妻のみ。低いと浮気指数が上がりやすくなり、愛情度が下がりやすくなる。愛情度が高く、欲求不満、浮気への憧れが無ければ自然上昇して行くが、逆だと自然下降して行く。また、エッチな知識が増えても下がる。最大値は100。ゲーム中は、妻のみ数値が表示される。
貯金
プレイヤーと妻の所持金。家計費は妻の貯金から消費される。給料日に増えるが、プレイヤーの小遣いと家計費の配分は、妻が勝手に決定する。エンディングに影響する。
以下は、プレイヤー（夫）のみ設定されている。
精力
プレイヤーのあらゆる行動に必要。特に会社勤めと夜のお勤めに重要で、仕事で一所懸命働いたり、夜のお勤めで射精することで消費する。食事や睡眠で回復する他、ドリンク剤を買うことでも回復できる。就寝時に精力が余っていると夢精し、逆に少ないと体調を崩す可能性が高くなる。最大値は10代で10、20代で8、30代で6。
以下は、妻のみ設定されている。
愛情度
夫への愛情。新婚当初は最大値の100だが、何もしないでいると徐々に下がって行く。高いほど夫に献身的になり、食事が豪華になるが、会社帰りの寄り道を許してくれないこともある。夜のお勤めや、旅行などの妻へのサービスで上がり、長く夜のお勤めをしなかったり、妻に無理強いしたり、浮気に走ることで下がる。淫乱度が高く、貞淑度が低いと、毎日夜のお勤めをしないと愛情度が下がってしまう。エンディングに影響する。
ご機嫌度
機嫌の良さ。大まかに機嫌のよい日と悪い日が決まっており、生理日は必ず不機嫌になる。あまりに機嫌が悪いと、家事をすっぽかしたり夜のお勤めを断られることがある。また、休日ならば一人で遊びに行くことがあり、その後で機嫌を直してくれる。妻との約束をすっぽかしたり、夫婦生活を求められて断るなどで下がり、夜のお勤めやプレゼントなどで機嫌がよくなる。最大値は100。
欲求不満指数
性的欲求不満の度合い。セックスしないと徐々に上がって行く。淫乱度が高いほど、早い段階で不満を口にするようになり、欲求不満解消により多くのセックスが必要になる。不満が著しく高まると、貞淑度が下がり、浮気指数が上がるようになる。最大値は120。
浮気指数
浮気への憧れの度合いを表す。初期値は0だが、欲求不満が溜まり、愛情度、貞淑度が低いと上がりやすくなる。90を超えると浮気を実行に移し始める。最大値は100。エンディングに影響する。
髪の毛
「ロング」「セミロング」「ショート」から選ぶ。
胸
「Eカップ」「Cカップ」「Aカップ」から選ぶ。
おしり
「大きい」「小さい」から選ぶ。